# Ivan Grabovac
Ivan Grabovac (* 8. März 1995 in Zagreb) ist ein kroatischer Fußballspieler.

## Karriere
Grabovac begann seine Karriere beim NK Hrvatski dragovoljac. Zwischen 2007 und 2009 spielte er beim NK Zagreb, danach kehrte er zu Hrvatski dragovoljac zurück.
Zur Saison 2013/14 wechselte er zum Zweitligisten Inter Zaprešić. Im Februar 2015 wechselte er zum Ligakonkurrenten NK Rudeš. Nach einem Jahr bei Rudeš schloss er sich im Februar 2016 dem HNK Segesta Sisak an.
Im August 2016 kehrte er zum NK Hrvatski dragovoljac zurück. Nach drei Einsätzen in der Liga wechselte er im Februar 2017 zum unterklassigen NK Stupnik.
Im Juli 2017 wechselte er zum österreichischen Zweitligisten Kapfenberger SV. Sein Debüt in der zweiten Liga gab er im August 2017, als er am sechsten Spieltag der Saison 2017/18 gegen den SC Wiener Neustadt in der Nachspielzeit für Daniel Geissler eingewechselt wurde. Nach der Saison 2017/18 verließ er Kapfenberg.
Nach einem halben Jahr ohne Verein wechselte er im Januar 2019 zum fünftklassigen ASK Köflach.